# Cyrille L'Helgoualch
Cyrille L'Helgoualch est un footballeur professionnel français né le 25 septembre 1970 à Saint-Nazaire. Il évoluait au poste de défenseur.
En octobre 1985, alors joueur au FC Nantes, il participe à Vichy à un stage de présélection avec l'équipe de France juniors B2.
Lors de l'intersaison 1996, il participe à Clairefontaine au stage de l'UNFP destiné aux joueurs sans contrat.
Cyrille L'Helgoualch dispute 45 matchs en Division 1 et 64 matchs en Division 2.
En janvier 2002, il est diplômé du DEF (Diplôme d'entraîneur de football).

## Clubs successifs
- 1989-1990 :  Le Mans UC
- 1990-1995 :  Stade rennais
- 1995-1996 :  LB Châteauroux
- 1996-1997 :  Saint-Denis Saint-Leu FC
- 1997-1998 :  Angers SCO
- 1998 :  SSV Ulm 1846
- 1998-1999 :  Mansfield Town[4]